# 頭部損傷
头部损伤（head injury）或头部受伤、头部外伤，是指头部的创伤，可能包含或不包含对脑的伤害。不过，术语创伤性脑损伤、头部损伤、颅脑损伤在医学文献中常互换使用。
头部损伤的发生率（新发病例数）是每年每10万个人中就有300例（是人口比例的0.3%），北美洲是每十万人25例死亡的死亡率，英国是每十万人9例的死亡率。儿童住院的一个常见原因就是头部创伤。

## 分类
头部损伤包括对大脑的伤害以及对头部其他部分的伤害，像是头皮与头颅。
头部损伤可能是闭合式或是开放式的。闭合式是一种指头颅没有破裂头部损伤。穿刺性头部创伤是当一个物体刺穿头颅与穿破硬脑膜。脑部的创伤可能是散布的，大范围发生的，或是集中，较小，特定的区域。
一次头部损伤可能会引起轻度的头痛性颅骨骨折，这可能会或不会伴随着对大脑的创伤。一些病人可能会有直线型或是凹陷型的头颅骨折。
如果发生头颅内出血，头颅内血肿会压迫到大脑。头颅内出血的类型包括硬膜下，蛛网膜下，硬膜外以及大脑内血肿。这些病例可以通过头颅手术清除血液来减轻压迫。
脑创伤不仅会发生在头颅受撞击的部位，也会因为对侧外伤作用在产生在头颅另外一边 （对头部的撞击会引起大脑在头颅内移动，从而引起大脑撞击到头颅内侧，与头部撞击相反的一边）。
如果是会引起头部移动的撞击，损伤的程度可能会更严重。因为，大脑可能会在头颅内反弹引起额外的撞击，或者是大脑相对不动（因为惯性）但是也会因头颅的移动受到撞击（这两种都是对侧伤）。
头部损伤后会发生的一些具体问题包括：
- 头颅骨折
- 头皮撕裂导致皮肤出血
- 创伤性硬膜下血肿，硬脑膜下端的缓慢出血。
- 创伤性硬膜外或是硬膜上血肿，硬脑膜与头颅之间的出血
- 创伤性蛛网膜下出血
- 大脑创伤，大脑的瘀伤
- 脑震荡，因创伤引起的暂时性丧失功能
- 拳击痴呆，或是“拳击痴呆症候群”，是由重复性脑部创伤引起的，例如拳击中或是其他接触性运动。
- 严重的头部创伤可能会导致昏迷或死亡。
- 摇晃婴儿症候群——虐待儿童的一种形式。

### 脑震荡
每年估计有超过4百万例的脑震荡发生。
中度脑震荡是会有后遗症的。其严重程度是由各种脑震荡等次系统测量的。
稍微严重些的创伤是伴随着顺行性与逆行性两种遗忘症的（无法回忆起创伤前后的事情）。遗忘症持续的时间是与创伤严重程度相关联的。在所有情况下，病人会患有脑震荡综合症，此整合正包括记忆问题，头昏眼花，疲劳，恶心或是忧郁。
在儿童中，脑震荡是最常见的头部创伤。

### 头颅内出血
头颅内出血类型大致上是被归类为内轴性与外轴性。出血被认为是焦点性大脑创伤；就是它发生在一个局部的点，并不是引发散开来大范围的伤害。

#### 内轴性出血
内轴性出血是指大脑内部出血，或是大脑出血。这一类出血包括内薄壁组织出血，或是脑组织内出血，以及脑室内出血，大脑脑室内部的出血（尤其是早产婴儿）。内轴性出血比起外轴性出血更加危险以及难治疗。

#### 外轴性出血
外轴性出血，是指发生在头颅内、脑组织外的出血现象，可以归结为三种亚型：
硬脑膜上出血（硬膜外出血）是发生在硬脑膜（脑膜最外层）与头颅之间，是由创伤引起的。它可能是由动脉破裂导致的，最常见的是中脑膜动脉。这是一种非常危险的创伤，因为出血是来自于一个高压系统，很快导致头颅内压急速上升。
然而，这是一种最罕见的脑膜出血，只有1%到3%这样的脑部创伤病例。
- -	病人们失去意识（LOC），然后间接性的神志清醒，然后突然恶化（呕吐，心神不宁，失去意志）
- -	头部断层扫描图显示凸出畸形。硬膜下出血是由桥静脉撕裂造成的，它位于硬膜下空隙中的硬脑膜与蛛网膜之间。
- -	头部断层扫描图显示新月形畸形。

蛛网膜下出血，发生在蛛网膜与软脑膜层之间，像内薄壁组织出血一样，是由创伤或是动脉瘤破裂或动静脉畸形导致的。血液被认为是分层流入具槽与裂缝中，或是流入大脑池中（最常见的是鞍上池）。蛛网膜下出血典型的表现是突发性剧烈头疼的发作（雷鸣般的头痛）。这是一个十分危险的事情，需要紧急的神经外科诊断，以及有时的积极干预。

### 脑挫伤
脑挫伤是指脑组织的瘀伤。大多数的挫伤是发生在额叶与颞叶上的。并发症可能包括脑水肿及小脑幕疝。治疗的目标应该是去治疗上升的颅骨内压。预后才会有保证。

### 分散性轴突创伤
分散性轴突创伤或DAI的发生通常是由加速或是减速运动，不必要的撞击而导致的。当不同密度的部分大脑滑向其他时，轴突就会受到拉扯与伤害。依据伤害的程度，预测是结果是很不一样的。

## 症状
创伤不同症状也不相同。有些病人的头部创伤病情稳定，而其他的病人就可能会恶化。病人可能会呈现出神经缺损，也可能不会。
患有脑震荡的病人过去可能会有过几秒到几分钟的意识不清，然后就恢复正常并苏醒。病人也有可能发生视力与平衡障碍。
头部创伤常见的症状包括昏迷，神志不清，昏昏沉沉，性格变异，恐慌，恶心与呕吐，头痛与间歇性意志清醒，在此期间，病人会出现意识清醒但后来病情又恶化。
头颅骨折症状包括：
1. 脑脊液遗漏（从鼻子，嘴或耳朵流出的清液）可能会导致二期脑部感染，此症状足以说明病人头颅基部骨折与大脑周围外层的撕裂。
2. 可以明显看到头部与面部的畸形与抑郁；例如眼睛凹陷表明上颌骨骨折
3. 眼睛无法移动或是偏离一边表明断裂的面部骨头正压迫遍布于眼部肌肉的神经
4. 头皮或是脸上的伤口或淤青。
5. 头颅基部骨折发生在头颅的基部，伴随着乳突血斑的症状-皮下乳突流血，中耳流血，以及鼻子与耳朵中有脑脊髓液。

因为脑部创伤会危及到生命，即使是看似轻微的创伤，没有明显的症状与主诉，都需要密切的观察。患有中等创伤病人的看护们，需要在病人们出院后要经常被建议在接下来的12到24小时内去唤醒病人几次，以此来判定症状是否恶化。
格拉斯哥昏迷等级表是用来测量昏迷程度的工具，所以也被用来测试创伤严重度的有用工具。儿童格拉斯哥昏迷等级表是给幼童使用的。